# BoA the Live 2010 „X’mas”
BoA the Live 2010 "X'mas" – album wideo koreańskiej piosenkarki BoA wydany 4 maja 2011.

## Notowania na listach przebojów
| Kraj    | Lista (2010) | Najwyższa pozycja |
| ------- | ------------ | ----------------- |
| Japonia | DVD Chart    | 14                |